# Aloe decumbens
Aloe decumbens är en grästrädsväxtart som först beskrevs av Gilbert Westacott Reynolds, och fick sitt nu gällande namn av Van Jaarsv. Aloe decumbens ingår i släktet Aloe och familjen grästrädsväxter. Inga underarter finns listade i Catalogue of Life.

## Bildgalleri

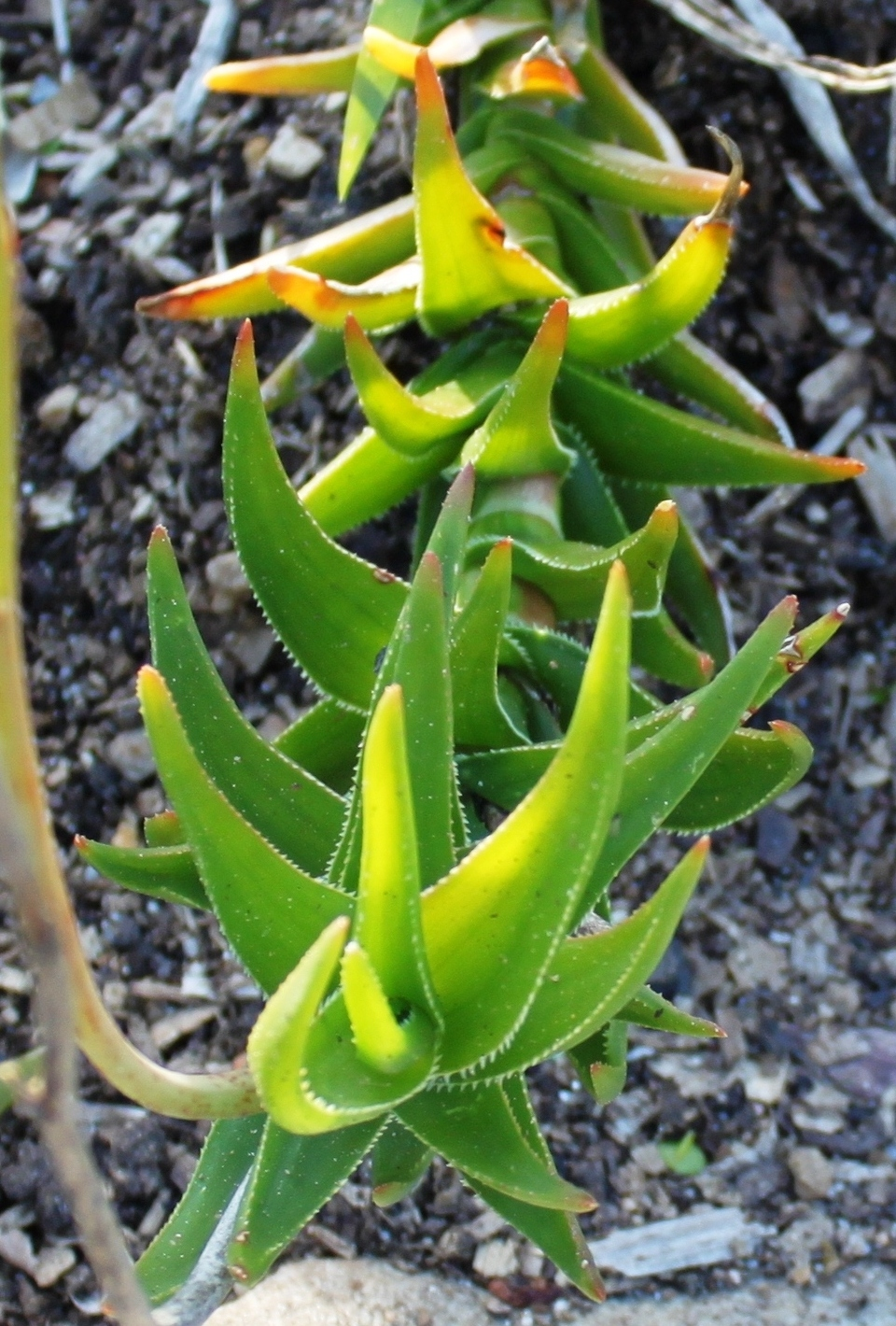
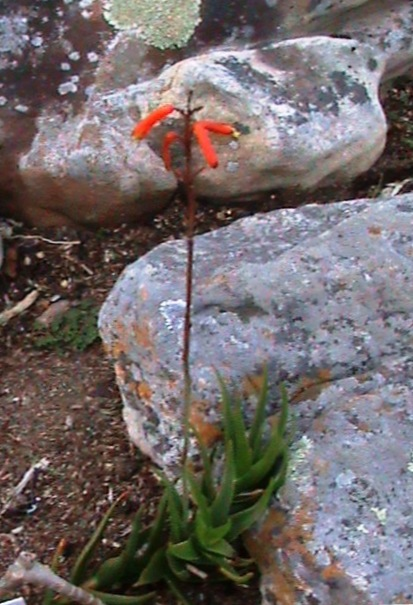
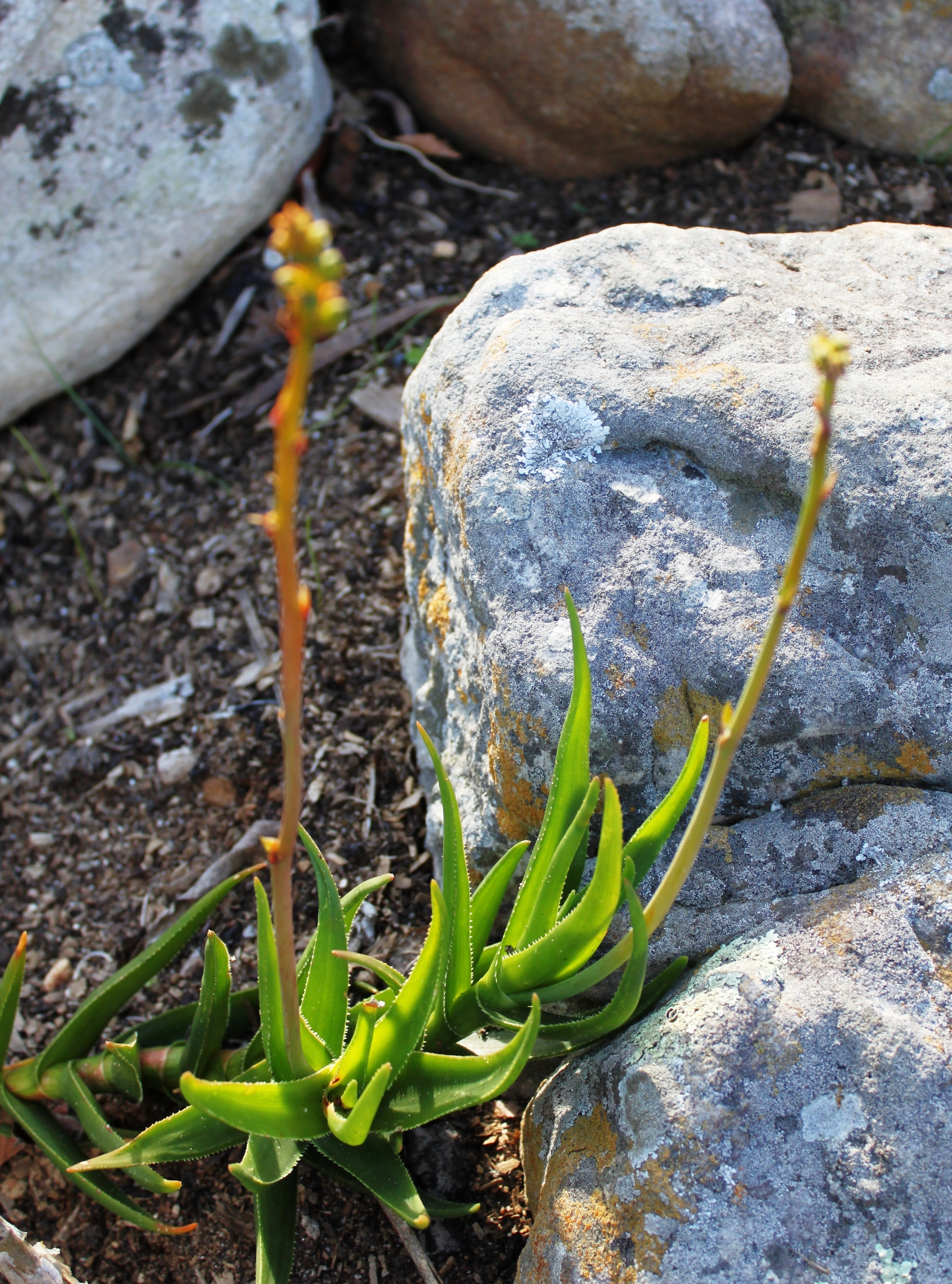
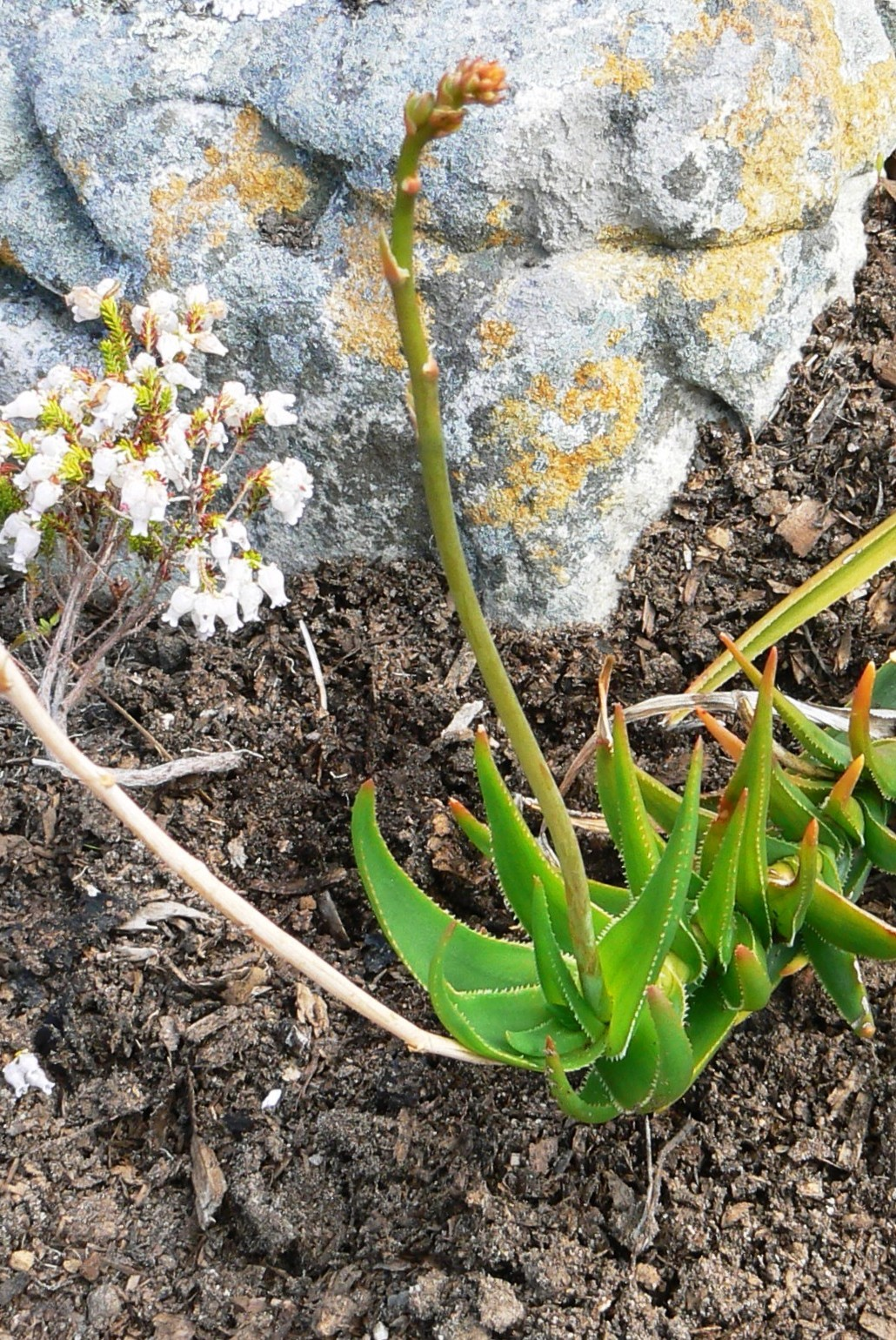